# How to Rock
How to Rock è una serie televisiva statunitense trasmessa nel 2012 sul canale televisivo degli Stati Uniti Nickelodeon.
Vede come protagonista Chimphonique Miller ed è basata sui libri di Meg Huston. Il trailer ufficiale è stato pubblicato il 10 dicembre 2011. Lo show ha iniziato le riprese nell'estate 2011 ed è andato in onda negli Stati Uniti dal 4 febbraio 2012. La serie non è stata rinnovata per una seconda stagione. In Italia è stata mandata in onda su Nickelodeon dal 2 dicembre 2013 senza alcun preavviso e durante la fascia notturna, probabilmente a causa della sua cancellazione, e in chiaro su Super! dall'8 marzo 2021.

## Trama
Lo show racconta di Kacey Simon, la ragazza più popolare della scuola fino a quando non inizia ad indossare gli occhiali. Proprio perché la sua popolarità è diminuita, le sue migliori amiche Molly e Grace smettono di voler uscire con Kacey che, per sfogarsi di tutto quello che le sta succedendo, inizia a cantare in una pop/hip-hop band, i Gravity 4, formata da Stevie, Zander, Nelson e Kevin. I Gravity 4 iniziarono ad avere molto successo all'interno della loro scuola, e quindi si iniziarono a formare delle band rivali The Perfs, formata da Molly e Grace, le due ex-migliori amiche di Kacey.

## Episodi
| Stagione       | Episodi | Prima TV USA | Prima TV Italia |
| -------------- | ------- | ------------ | --------------- |
| Prima stagione | 25      | 2012         | 2013            |

## Personaggi e interpreti
- Cymphonique Miller è Kacey Simon
- Max Schneider è Zander Robbins
- Lulu Antariksa è Stevie Baskara
- Noah Crawford è Nelson Baxter
- Chris O'Neal è Kevin Reed
- Samantha Boscarino è Molly Garfunkel
- Halston Sage è Grace King
- Jacob Houston è Andy Bartlet
- Kirk Fox è Mr. March

## Messa in onda internazionale
| Paese/Stato | Canale      | Prima TV        | Titolo          |
| ----------- | ----------- | --------------- | --------------- |
| Stati Uniti | Nickelodeon | 4 febbraio 2012 | How to Rock     |
| Canada      | Nickelodeon | 2013            | How to Rock     |
| Regno Unito | Nickelodeon | 2013            | How to Rock     |
| Irlanda     | Nickelodeon | 2013            | How to Rock     |
| Francia     | Nickelodeon | 27 ottobre 2012 | Comment to Rock |
| Italia      | Nickelodeon | 2 dicembre 2013 | How to Rock     |